# Irene SL
Irene SL ist der ehemalige Name eines Öltankers.
Der Tanker wurde im Februar 2011 von somalischen Piraten gekapert. Seit 2023 ist das Schiff als Hercules III in Fahrt.

## Geschichte
Das Schiff wurde 2004 als Irene im Auftrag der Londoner Reederei N.S. Lemos & Company für die zypriotische Gesellschaft Melteme Shipping auf der Werft Hyundai Samho Heavy Industries gebaut. Die Kiellegung des Doppelhüllenschiffs unter der Baunummer S203 fand am 1. Mai, der Stapellauf am 19. Juli 2004 statt. Das Eigentum am Schiff wurde im Oktober 2004 auf die griechische Gesellschaft First Navigation übertragen, die Fertigstellung als Irene SL erfolgte am 11. Oktober 2004 für die Reederei Enesel.

### Entführung
Am 9. Februar 2011 wurde der Tanker auf dem Weg von Kuwait in die USA mit einer Ladung von 270.000 Tonnen Rohöl im Wert von etwa 200 Millionen US-Dollar und 25 Mann Besatzung, sieben Griechen, einem Georgier und 17 Philippinern an Bord 350 Seemeilen östlich von Maskat von somalischen Piraten gekapert. 
Die Seeräuber entließen das Schiff am 8. April 2011 wieder aus ihrer Gewalt. Die Reederei verweigerte jegliche Angaben darüber, ob ein Lösegeld gezahlt worden ist. Das Schiff setzte seine Fahrt zum Hafen Durban in Südafrika fort. Ein Pirat aus Lebed, einem Dorf an der Küste des Indischen Ozeans nahe Hobyo, gab gegenüber Thomson Reuters am Telefon an, dass die Seeräuber für das Schiff 13,5 Millionen US-Dollar Lösegeld bekommen hätten.

### Verbleib
Zum August 2017 übernahm die Sinokor Tanker Company den Betrieb des weiterhin im Eigentum von First Navigation befindlichen Schiffs von Enesel und setzte es als Mediterranean Glory unter der Flagge der Marshallinseln ein. Im März 2020 erwarb Gilos Shipping den Tanker und brachte ihn unter die Flagge Liberias. Ab Oktober 2020 fuhr das jetzt Gilos genannte Schiff für das Unternehmen Trafigura. Im Herbst 2021 wurde das Schiff verkauft und zunächst in Agilos und kurz darauf in Nuncio umbenannt und unter die Flagge Zyperns gebracht. Seit 2023 ist das erneut verkaufte Schiff als Hercules III unter der Flagge Panamas in Fahrt.

## Technische Daten und Ausstattung
Das Schiff wird von einem Sechszylinder-Dieselmotor des Herstellers MAN Diesel & Turbo vom Typ 6S90MC-C Mk5 angetrieben. Der Motor mit einer Leistung von 29348 kW wirkt auf einen Propeller.
Das Schiff verfügt über 15 Ladungstanks mit einer Gesamtkapazität von 339.052 m³. Die Tanks können über drei Manifolds be- und entladen werden. Hierfür stehen drei Pumpen mit einer Kapazität von maximal 15.000 t/Std. zur Verfügung.